# Esther Orozco
María Esther Orozco Orozco (n. San Isidro Pascual Orozco, Chihuahua, México; 25 de abril de 1945) es una química, bacterióloga, parasitóloga, investigadora y profesora mexicana. Sus investigaciones se centran en la biología de las amebas, orientadas al desarrollo de una vacuna y tratamientos más eficaces contra este protozoario.
Actualmente es Ministra de Cooperación Internacional en Ciencia y Tecnología de la Embajada de México en Francia.
Ha sido condecorada con la Medalla Pasteur, otorgada por el Instituto Pasteur y la UNESCO, “por su descubrimiento del mecanismo y el control de las infecciones por amebas en los trópicos”, y con el Premio Mujeres L’Oréal UNESCO para Mujeres en la Ciencia.
Es integrante de la Academia Mexicana de Ciencias y de la Academia Mundial de Ciencias.
En 2011, Esther Orozco fue designada Investigadora Emérita por el Centro de Investigación y de Estudios Avanzados (Cinvestav) del Instituto Politécnico Nacional (IPN), institución a la que pertenece desde 1981.
En 2012 fue nombrada Investigadora Nacional Emérita por el Sistema Nacional de Investigadores (SNI) del Conacyt. Hasta 2022, solo hay 462 integrantes del SNI (102 de ellos mujeres) con la distinción de emeritazgo dentro del padrón conformado por 36,714 investigadores.
Ha sido también reconocida por los órganos legislativos de su natal Chihuahua y del Distrito Federal (actualmente Ciudad de México).

## Estudios
Esther Orozco es Maestra normalista y Química Bacterióloga Parasitóloga egresada de la Universidad Autónoma de Chihuahua; Maestra en Ciencias y Doctora en Ciencias, con Especialidad en Biología Celular, por el Cinvestav del IPN.

### Líneas de investigación
- Biología molecular de los factores de virulencia de Entamoeba histolytica
- Biología y genética molecular de la multirresistencia a fármacos en E. histolytica
- Organización del genoma amebiano
- Moléculas y genes que participan en la fagocitosis de Entamoeba histolytica
- El papel de la maquinaria ESCRT en la fagocitosis y virulencia de la amiba

## Trayectoria académica
En 1981 se integró al Departamento de Genética y Biología Molecular del Cinvestav del IPN. Desde 1990 pertenece al Departamento de Infectómica y Patogénesis Molecular (antes Patología Experimental) de este centro de investigación con sede en la Ciudad de México.
Durante una década se desempeñó como investigadora en el Instituto Médico Howard Hughes. Fue becaria en distintas fundaciones como la John Simon Guggenheim y el Centro Internacional Fogarty. También ha sido profesora visitante de la Universidad de Harvard y del Instituto Weizmann, entre otras instituciones internacionales.
Fundadora del Centro de Investigación de Ciencia y Tecnología Aplicadas, del Instituto Politécnico Nacional.
También instituyó el Posgrado en Ciencias Genómicas de la Universidad Autónoma de la Ciudad de México (2003), y formó parte del Consejo Asesor de esta misma institución.

## Premios
- Premio Nacional Miguel Otero de la Secretaría de Salud (1985)
- Medalla Louis Pasteur de la Unesco y el Instituto Pasteur (1997)[4]
- Premio "Mujer del Año 2004" en el área de salud otorgado por la corporación Master Card y la revista Glamour[20][21] (2004)
- Premio "Mujeres en la Ciencia" de la UNESCO y L'Oréal (2006)[5][6]
- Medalla al Mérito Ciudadano en Ciencias de la Asamblea Legislativa del Distrito Federal (2006)[17][22]
- Medalla Omeccíhuatl del Instituto de las Mujeres del Distrito Federal (2009)[23]
- El Congreso del Estado de Chihuahua y el Instituto Chihuahuense de las Mujeres instituyeron el Reconocimiento Chihuahuense Destacada, otorgado anualmente para premiar a las “mujeres que con sus actividades han llevado en alto el nombre del estado que las vio nacer”. En el campo científico el reconocimiento lleva el nombre de María Esther Orozco Orozco[15][16][24]
- La revista Líderes Mexicanos la incluyó en el ranking de 300 líderes mexicanos más influyentes de México (2020)[25]

## Selección de Publicaciones Académicas
- Debnath, A., Parsonage, D., Andrade, R. M., He, C., Cobo, E. R., Hirata, K., Chen, S., García-Rivera, G., Orozco, E., Martínez, M. B., Gunatilleke, S. S., Barrios, A. M., Arkin, M. R., Poole, L. B., McKerrow, J. H., & Reed, S. L. (2012). A high-throughput drug screen for Entamoeba histolytica identifies a new lead and target. Nature medicine, 18(6), 956–960. https://doi.org/10.1038/nm.2758
- Orozco, E., Guarneros, G., Martínez-Palomo, A., Sánchez, T. (1983). Entamoeba histolytica. Phagocytosis as a virulence factor. J Exp Med, 158(5), 1511-1521. https://doi.org/10.1084/jem.158.5.1511
- Garcia‐Rivera, G., Rodríguez, M. A., Ocadiz, R., Martínez‐López, M. C., Arroyo, R., González‐Robles, A., Orozco, E. (1999). Entamoeba histolytica: a novel cysteine protease and an adhesin form the 112kDa surface protein. Molecular Microbiology, 33(3), 556-568. https://doi.org/10.1046/j.1365-2958.1999.01500.x
- Keene, W. E., Hidalgo, M. E., Orozco, E., McKerrow, J. H. (1990). Entamoeba histolytica: Correlation of the cytopathic effect of virulent trophozoites with secretion of a cysteine proteinase. Experimental Parasitology, 71(2), 199-206. https://doi.org/10.1016/0014-4894(90)90022-5
- Arroyo, R., Orozco, E. (1987). Localization and identification of an Entamoeba histolytica adhesin. Molecular and Biochemical Parasitology, 23(2), 151-158. https://doi.org/10.1016/0166-6851(87)90150-2

Consultar aquí todas las publicaciones de Esther Orozco.

## Cargos políticos y administrativos
Se desempeñó como Secretaria de Planeación del Cinvestav del IPN de 1990 a 1994.
En las Elecciones de 1998 fue candidata externa a Gobernadora de Chihuahua por el Partido de la Revolución Democrática. Sus experiencias durante la campaña las narra en el libro Si la mujer está: Chihuahua, abriendo caminos en la lucha por la democracia.
Fue fundadora y, de 2006 a 2010, directora general del Instituto de Ciencia y Tecnología del Distrito Federal (ICyTDF), durante la administración del jefe de gobierno Marcelo Ebrard Casaubon. El ICyTDF fue concebido como un órgano para "promover el uso de la ciencia y la tecnología para contribuir a la solución de los problemas de la capital del país y al bienestar de la población; impulsar la ciencia local; fungir como un enlace articulador entre las dependencias del gobierno del Distrito Federal, los grupos de investigación científica y tecnológica, los sectores social, educativo y empresarial, así como incrementar una cultura científica en la sociedad".
El 21 de abril de 2010 el Consejo Universitario eligió a la Dra. Orozco como la nueva Rectora de la Universidad Autónoma de la Ciudad de México, cargo que ocupó hasta marzo de 2013. 
De junio de 2019 a septiembre de 2021 fue asesora científica de la Secretaría de Relaciones Exteriores del Gobierno mexicano. Durante este encargo, fue coordinadora del grupo técnico-científico que representa a México en la Coalición para las Innovaciones de Preparación para las Epidemias (CEPI, por sus siglas en inglés), el cual se conformó en colaboración con universidades, centros de investigación y empresas nacionales para afrontar la pandemia por COVID-19. A través de este consorcio se buscó fondeo con recursos de cooperación internacional para financiar proyectos mexicanos orientados al desarrollo de métodos de diagnóstico y vacunas contra el virus SARS-CoV-2.
El 7 de septiembre de 2021, recibió el nombramiento de Ministra de Cooperación en Ciencia y Tecnología de la Embajada de México en Francia, cargo diplomático en el que se desempeña actualmente.